# Nosodomodes
Nosodomodes is een geslacht van kevers uit de familie somberkevers (Zopheridae).

## Soorten
Deze lijst is mogelijk niet compleet.
- N. diabolicus
- N. rotundicollis
- N. tauricus
- N. tuberculatus